# Mário Custódio Nazaré
Mário Custódio Nazaré, mais conhecido como Marinho (Santos, 1 de abril de 1976), é um ex-futebolista e atual treinador de futebol. Atualmente, está sem clube.

## Carreira

### Jogador
Marinho jogava futebol na praia e nos antigos campos da várzea do BNH, na Aparecida, em Santos, quando adolescente. Além disso era ala de andebol na equipe da Escola dos Andradas, uma das melhores da modalidade na região.
Iniciou a sua carreira como jogador de futebol profissional na Portuguesa Santista, onde começou atuando como goleiro, mas acabou indo para a zaga. Em 1996, apesar de não ter tido chances, chegou a fazer parte do elenco que foi vice-campeão do Paulistão A2.
Foi levado ao Corinthians, onde fez parte do elenco que disputou a Copa São Paulo de Juniores de 1997. Acabou não ficando e retornou para a Portuguesa Santista, onde conquistou espaço no elenco principal que disputou o Paulistão A1 daquela temporada. Na terceira rodada do Paulistão, no dia 19 de fevereiro contra o Mogi Mirim fora de casa, o zagueiro fez um gol de placa, passando por todo o time adversário.
Em 1997, por empréstimo, se transferiu para o Guarani, junto com Rodrigo Beckham. Depois que a equipe campineira encerrou a sua participação no Campeonato Brasileiro daquele ano, o time alviverde devolveu o meia e ficou com o zagueiro em definitivo.
Marinho foi uma peça importante para fazer com que o Guarani se classificasse para as quartas de final do Brasileirão de 1999 como a segunda defesa menos vazada, sendo eliminado pelo Corinthians, que conquistaria o título nacional em cima do Atlético-MG.
Ficou no clube até o fim de 1999 e, ao todo, fez 39 partidas e marcou 2 gols pelo time bugrino.
Entre 2000 e 2001, defendeu o Grêmio e ajudou o clube a faturar a Copa do Brasil, com direto a vitória por 3 a 1 diante do Corinthians em São Paulo e o Campeonato Gaúcho de 2001, em decisão contra o Juventude.
Em 2002, duas semanas depois de anunciar a sua ida ao Besiktas, de Istambul, o jogador cancelou o contrato de 18 meses firmado com o clube, alegando que sua família não estava se adaptando à Turquia.
Ainda em 2002, foi contratado pela Ponte Preta, onde marcou gol em um Derby e ficou até o ano seguinte.
Estreou no Corinthians em 26 de janeiro de 2005, na vitória sobre o Atlético Sorocaba por 1 a 0, em partida válida pelo Campeonato Paulista daquele ano. No mesmo ano, foi titular da campanha do Corinthians campeão do Brasileirão.
Ainda em 2005, em maio, a mãe do zagueiro foi levada por homens disfarçados de entregadores de flores, que invadiram o apartamento da família, em Santos, e a deixou pouco mais de 20 dias em cativeiro, sendo foi libertada após pagamento de resgate.
Em 2009, sagrou-se campeão do Interior, com a Ponte Preta. No final de agosto do mesmo ano, reincidiu seu contrato com o clube. No total, em duas passagens, fez 51 jogos pelo clube e anotou três gols.
Em março de 2011, chegou ao Barueri, onde ficou somente um mês.
Encerrou a carreira de jogador pelo Atlético de Roraima, em maio de 2020, aos 44 anos, após atuar em 2 partidas como titular e capitão no Campeonato Roraimense.

### Treinador
Logo após se retirar dos campos, assumiu como coordenador das categorias de base (técnico de Sub-17 e Sub-20) e auxiliar técnico do elenco profissional do Atlético de Roraima.
Em julho de 2021, se tornou auxiliar técnico da SE Patrocinense.
No início de 2022, assumiu o Náutico de Roraima para disputa do Estadual e Série D do Campeonato Brasileiro.

## Títulos
Grêmio
- Campeonato Gaúcho: 2001
- Copa do Brasil: 2001

Corinthians
- Campeonato Brasileiro: 2005

Ponte Preta
- Campeonato Paulista do Interior: 2009